# GTK+ 응용 프로그램의 목록
아래는 GUI 위젯을 위해 GTK+ 및 클러터를 사용하는 응용 프로그램의 목록이다.

## 셸, 사용자 인터페이스, 애플리케이션 런처
- 그놈 셸
- 시나몬
- 그놈 패널
- 메이나드
- 그놈 패널 및 포크
- Gnome-Pie[1]
- Budgie

## 교육용 소프트웨어
- Tux Typing
- DrGeo
- GCompris

## 유틸리티 소프트웨어

### 운영 체제 관리
- Disk Usage Analyzer
- 그놈 디스크
- GParted
- GDM
- GNOME Keyring Manager
- GNOME 스크린세이버
- 알라카르트 (소프트웨어)

### 최종 사용자 유틸리티
- 파일 롤러
- 치즈
- Conduit Synchronizer
- 그놈의 눈
- Getting Things Done
- gnee
- 그놈 박스
- 그놈 스크린샷
- 그놈 캘큘레이터
- 그놈 커맨더
- 노틸러스
- 그놈 터미널
- Gnote
- Gucharmap
- Guvcview
- Orca
- Scribes
- Seahorse
- 스시
- 톰보이
- Vinagre
- 비노

## 게임
- 그놈 게임

### 전략 게임
- 그놈 체스
- PyChess
- gmchess[2]

### 퍼즐 게임
- GNOME Mines
- gbrainy

## 그래픽스

### 그래픽 편집기
- 김프
- 잉크스케이프
- 마이페인트
- 핀타

### 이미지 뷰어
- 샷웰
- F-Spot
- GThumb

## 인터넷 소프트웨어

### 웹 브라우저
- 웹
- 미도리
- 유즈블
- xombrero

### 이메일 클라이언트
- Balsa
- Claws Mail
- 에벌루션 (소프트웨어)
- Modest
- Pantheon Mail
- Sylpheed

### 사람 간 커뮤니케이션 소프트웨어
- 엠퍼시
- 에메센
- 피진
- Smuxi
- 엑스챗
- Gajim

### 파일 공유
- Deluge
- 트랜스미션
- Galago
- Wget
- Gwibber
- Liferea
- 팬

## 오피스 소프트웨어
- 애비워드
- Ease
- 그누캐시
- Gnumeric
- BOND
- 에빈스
- 그놈 딕셔너리
- 에벌루션
- OCRFeeder

## 프로그래밍 및 개발 도구
- Anjuta
- Builder
- Glade Interface Designer
- Gedit
- 라자루스
- Devhelp
- Nemiver
- Geany
- Meld
- PIDA
- Zenity
- 블루피시
- MonoDevelop
- ActiveState Komodo
- Gtranslator
- poedit
- Scala

## 광학 디스크 소프트웨어

### 광학 디스크 저작 소프트웨어
- Brasero
- 그놈베이커

### 광학 디스크 리핑 소프트웨어
- Grip
- Thoggen

## 오디오
- Software audio players (free and open-source)
- 사운드컨버터
- 그놈 Sound Juicer

## 비디오
- GCfilms

### 비디오 플레이어
- 그놈 비디오

### 비디오 편집기
- Gnome Subtitles
- OpenShot
- Pitivi

## 태블릿 애플리케이션
- Jarnal

## 과학 소프트웨어

### 화학
- Ghemical
- Chemtool

## 기타
- gdevilspie
- Devilspie2
- 비글
- Gramps